# 金光宣明
金光 宣明（かねみつ のぶあき、11月22日 - ）は、日本の声優、舞台俳優。兵庫県神戸市垂水区出身。81プロデュース所属。

## 略歴
小学5年生の時にテレビアニメ『キン肉マン』を観て声優を目指した。当時は寂しいことや嫌なことがあり、悩んでいた時に『キン肉マン』を見て勇気を貰い、それ以来アニメが好きになった。その時、キン肉マンを演じていた神谷明が、他にも色々な役で活躍していることを知り、職業としての声優に興味を持ち、声優になるのが夢になったという。
中学時代に、世間で「オタク」という言葉が流行し、当時は「暗い」「気持ち悪い」というイメージが強く近寄り難い存在で、そう言われるのが嫌であった。その時に「声優になるのが夢だ」と言えずに隠し、そうしていくうちに夢も忘れていってしまったという。
高校時代に再び職業としての声優の出会いがあり、友人からある曲を紹介された。その曲は声優が歌っていることを知り、忘れていた「声優になりたい」という夢が蘇ったという。
両親にそれを話したところ反対され、その後も一生懸命話していたが、なかなか理解は得られず、必死に説得し専門学校に進学。住んでいた神戸市から上京して劇団に入団しようとしていた時に、阪神・淡路大震災が発生。長男でもあることから上京を反対され、夢から離れそうになったが、意を決して上京したという。
一生懸命努力し、21歳で初仕事を受けたが、中々声優の仕事だけでは生活ができず、「親を納得させることには至らない」と思った。ある時地元の友人から、父が周囲に金光が声優をしていることを誇らしく話していたということを聞いて、親にも喜んでもらえることを知り、努力できるようになった。その後はレギュラーを何本か持つようになり、「やっと一人前になったスタートだね。」と言われていたという。
以前は銀プロダクションに所属していた。

## 人物
松尾銀三を師（東京の父）と仰いでおり、彼の持ち役である『おジャ魔女どれみ』シリーズのオヤジーデ役を引き継いだ。
方言は関西弁(神戸弁)。
趣味・特技はスポーツ(球技全般)、育児、競馬、間つなぎ、ツッコミ。資格は英語検定3級。劇団ワニ缶びーるの主催を務めている。

## 出演
太字はメインキャラクター。

### 劇場アニメ
2008年
- 真救世主伝説 北斗の拳ZEROケンシロウ伝（ジード）

2009年
- TAILENDERS（オールドマン、グエロ・ロンドン）
- 星に願いを Fantastic Cat（店員）

2010年
- 劇場版ポケットモンスター ダイヤモンド&パール 幻影の覇者 ゾロアーク（ハッサム）
- 劇場版メタルファイト ベイブレードVS太陽 灼熱の侵略者ソルブレイズ（アトランティス兵）
- 昆虫物語 みつばちハッチ〜勇気のメロディ〜（スズメバチ）

2011年
- 手塚治虫のブッダ -赤い砂漠よ!美しく-

2012年
- 神秘の法（ゴドム長官A）
- 009 RE:CYBORG
- 伏 鉄砲娘の捕物帳（番作）

2013年
- 劇場版 あの日見た花の名前を僕達はまだ知らない。（店長）
- 映画 ドキドキ!プリキュア マナ結婚!!?未来につなぐ希望のドレス（相田健太郎）

2015年
- 劇場版 シドニアの騎士（船員会）

2017年
- KING OF PRISM -PRIDE the HERO-（勅使河原・伍友商事情報通信本部長）

2018年
- PEACE MAKER 鐵（旦那） - 2作品
- 映画 ドライブヘッド〜トミカハイパーレスキュー 機動救急警察〜（伊沢利通）

2019年
- 劇場版シティーハンター〈新宿プライベート・アイズ〉（カメラマン）
- 映画ドラえもん のび太の月面探査記（モール）
- キャプテン・バル（ナレーション）

2020年
- 魔女見習いをさがして（宮尾課長）

2022年
- THE FIRST SLAM DUNK（山王工業ベンチメンバー）

2023年
- アイカツ！ 10th STORY 〜未来へのSTARWAY〜（美術スタッフ）
- 名探偵コナン 黒鉄の魚影（キャスター）

2024年
- 名探偵コナン 100万ドルの五稜星（町田正徳）

### OVA
1997年
- 貯金戦士キャッシュマン（プラッツ）

2003年
- アニメ古典文学館（石上の麻呂足、客、門人）

2005年
- グローランサーIV（兵士・貴族B）

2007年
- 今日からマ王! R（隊長）

2008年
- HELLSING（2008年 - 2009年、英国国防総省スタッフ、神父） - 2作品
- やなせたかしメルヘン劇場（キリン先生、ゴリラ、シュー、医者、おじさん、ペンギン王、トン、キャスター、ガマ、金のブタ、パクリン）

2009年
- DOGS/BULLETS&CARNAGE（ボス・組織幹部A、店主）

2010年
- エア・ギア 黒の羽と眠りの森 -Break on the sky- Trick1（死神）
- クイーンズブレイド 美しき闘士たち（オリトエル）
- 絶対可憐チルドレン 〜愛多憎生! 奪われた未来?〜（オペレーター）
- BLACK LAGOON Roberta's Blood Trail（サンチェス）

2011年
- SUPERNATURAL: THE ANIMATION（ジョナ・グリーリー、ティミー、警官、チャーリーの仲間、記者、スタッフ、狼男、ラジオの声 他）
- 聖闘士星矢 THE LOST CANVAS 冥王神話（グレゴー）
- 姫ギャル♥パラダイス（鉛八先生） - 『ちゃお』2011年2月号付録
- ブラック・ジャック FINAL（医師A、兵士）
- マジンカイザーSKL（パイロット、ガラン兵） - 2010年劇場先行公開

2012年
- 片翼のクロノスギア（ギース＝ハーン）

2013年
- To LOVEる -とらぶる- ダークネス（監督） - コミックス第9巻限定版に付属

### Webアニメ
2000年代
- 亡念のザムド（2008年、憲兵A、高官B、兵士E、船員B、研究員F、老頭、門番兵B、民兵E）

2010年代
- 武装中学生（2011年、ガブリエル・ダンドリー）
- ニンジャスレイヤー フロムアニメイシヨン（2015年、コッカトリス）
- ベイウォーリアーズ サイボーグ（2015年、ボイル教官、調査員C、住民D、貴族D、議員B、住民B）
- モンストアニメ（2017年、カラカラ帝）
- トミカハイパーレスキュー ドライブヘッド 機動救急警察 2018（2018年、伊沢利通）
- モンキーピーク（2018年、安斎）

2020年代
- 爆丸アーマードアライアンス（2020年 - 2021年、実況、クリッシー）
- パワフルプロ野球 パワフル高校編（2021年、熱盛宗厚）
- トミカヒーローズ ジョブレイバー 特装合体ロボ（2022年、アナウンサー、工場長）
- もっふんといっしょ（2023年、パンピー、ボンジ）
- 範馬刃牙（2023年、麻仁アキオ）
- 悪魔くん（2023年、ヒナの父）

### ゲーム
2001年
- シャドウハーツ（加藤政二）

2002年
- おジャ魔女どれみドッカ〜ン!にじいろパラダイス（オヤジーデ）

2003年
- グローランサーIV（マウラー、死翼傭兵団団長）
- ファンタスティックフォーチュン2（神官 他）

2004年
- シャドウハーツII（加藤政二）

2005年
- あずみ（うきは）
- シャドウハーツ・フロム・ザ・ニューワールド（ナタン）
- 新選組群狼伝（新見錦 他）
- ファンタスティックフォーチュン2 ☆☆☆（神官 他）

2006年
- グローランサーV（アイザック）
- ドルアーガオンライン THE STORY OF AON（ギルガメッシュ）

2007年
- エルヴァンディアストーリー（ブルーマントル）

2008年
- 幻想水滸伝ティアクライス（ガシュガル、ティグール、ドロモン、トンガチヒ）
- 絶対可憐チルドレンDS 第4のチルドレン（ヤマダコレミツ、エレキ・照、普通の人々B）
- PRISM ARK -AWAKE-
- 流星のロックマン3（オックス）

2009年
- アイテムゲッター 〜僕らの科学と魔法の関係〜（ゴティバレス・D・サンダードット）
- ミマナ イアルクロニクル

2010年
- .hack//Link（スケィスゼロ）
- NO MORE HEROES 英雄たちの楽園（ランドル・ロヴィコフ）

2011年
- スライ・クーパー コレクション（Pirate）

2012年
- アスラズ ラース（羅将）
- 王と魔王と7人の姫君たち 〜新・王様物語〜（リアム）
- 源狼 〜GENROH〜（湛増〈熊野別当〉）

2013年
- スーパーロボット大戦UX（加藤機関兵士）

2014年
- 俺の屍を越えてゆけ2（白浪河太郎、虚空坊岩鼻、雷電五郎）

2015年
- ザクセスヘブン（瓦天測、樽見呉三郎、大門寺豪太）
- 大正×対称アリス
- 不思議のクロニクル 振リ返リマセン勝ツマデハ（コール）

2016年
- ガンダムブレイカー3（マチオ）
- 実況パワフルプロ野球シリーズ（2016年 - 2022年、熱盛宗厚） - 7作品
- 北斗の拳スマートショック（ジャギ）

2017年
- 武器よさらば（犬塚、フランコ、シンゾウ）

2018年
- 軍靴をはいた猫（ソラ）
- 龍が如く ONLINE（加賀美陽介）
- アークザラッド R（チョンガラ）

2019年
- 北斗の拳 LEGENDS ReVIVE（2019年 - 2022年、フドウ）

2020年
- 龍が如く7 光と闇の行方
- 聖剣伝説3 TRIALS of MANA（ドン・ベリ、ブルーザー、ノーム、フレディ）

2021年
- グランブルーファンタジー（ラモン）

2022年
- マリオ+ラビッツ ギャラクシーバトル（オリオン船長）

2024年
- 聖剣伝説 VISIONS of MANA（ノーム）

### ドラマCD
- 憂鬱な朝（石崎総右衛門）
- イケメン☆アルバム【BlueButterfly】Club ALL編
- EREMENTAR GERAD The original（バー「雅」のママ）
- オーディオドラマ ニンジャスレイヤー（コッカトリス）
- おジャ魔女ドッカ〜ン!CDくらぶ その7 おジャ魔女ドッカ〜ン!ドラマシアター（オヤジーデ）
- 胡鶴捕物帳 第弐巻（家来）
- ドラマCD テイルズ オブ ハーツ（兵士、騎士、街人）
- とらドラ! Drama CD Vol.1（店主）
  - とらドラ! Drama CD Vol.3（家族客B）
- Landreaall ミュージカル・バルへようこそ！（レヴィ）
- ラジオドラマ VOMIC PSYREN -サイレン-（坂口）
- ニンジャスレイヤー ネオサイタマ炎上（コッカトリス） - 第4巻購入特典オーディオドラマ
- ひだまりが聴こえる-幸福論-（犀清史郎）
- 魔術士オーフェン しゃべる無謀編 vol.2（スウェーデンボリー、フィネス） - 第2巻購入特典ドラマCD
- 魔術士オーフェンはぐれ旅「約束の地で」（ケシオン） - 第6巻「鋏の託宣」購入特典ドラマCD

### ラジオドラマ
- VOMIC
  - PSYREN -サイレン-（坂口）
  - 傷だらけの仁清（組長）
- ニッポン放送開局60周年記念 オーディオドラマ『海賊とよばれた男』（2014年、武田新平）[33]

### オーディオブック
- 羅生門（2007年[34]）
- 天地明察（2015年、安藤有益）
- 銀河英雄伝説 ユリアンのイゼルローン日記（2015年、ローゼンリッター下士官、パーカスト大尉、兵士）
- 銀河英雄伝説 ダゴン星域会戦記（2016年、ハーゼンクレーバー、ムンガイ）
- 真田十勇士（2016年、穴山小助、徳川家康[35]）
  - 参上、猿飛佐助
  - 決起、真田幸村
  - 激闘、大坂の陣
- 永遠の0（2016年、永井清孝）
- ホテル・アースポート（2019年、朗読[36]）
- 蒼のファンファーレ（2020年[37]）
- 魔法少女さんだいめっ☆ 1〜2巻（2020年 - 2022年、朗読 他）[38][39]
- 月とライカと吸血姫 2〜4巻（2021年、ゲルギエフ〈2巻〉、デイモン〈3〜4巻〉 他）
- 早春/蜜柑（2021年）
- アンヌ今昔物語 ウルトラセブンよ永遠に…（2022年）
- ウルトラマン青春記 フジ隊員の929日（2022年[40]）

### 吹き替え

#### 映画（吹き替え）
- アフター・アース（マッカリー〈デヴィッド・デンマン〉）
- アントマン&ワスプ（エライアス・スター〈マイケル・セルヴェリス〉[41]）
- オール・ユー・ニード・イズ・キル（キンメル〈トニー・ウェイ〉[42]）
- オズ はじまりの戦い（ガドリング男2）
- お願い!プレイメイト
- カイト/KITE（ヴィク・ソーンヒル〈カール・ボークス〉）
- ガーディアンズ（レア〈セバスティアン・シサク〉）
- かぞくはじめました（ロニー）
- 神様メール（フランソワ〈フランソワ・ダミアン〉）
- カリフォルニア・ダウン（ニュースキャスター 他）
- サイド・エフェクト
- シェフ! 〜三ツ星レストランの舞台裏へようこそ〜（シリル）
- シャーペイのファビュラス・アドベンチャー
- ジャングル大騒動 -南極からのSOS-
- 白雪姫（兵士〈アンス・カビア〉[43]）
- 人生、サイコー!（ヴィクター）
- スカイランナー
- スカイライン -征服-（テリー〈ドナルド・フェイソン〉）
- スターガール（ロビノー先生）
- ストーン（囚人〈マーカス・セイラー〉）
- セックス・アンド・ザ・シティ2（サフィア〈オミッド・ジャリリ〉）
- ゾーイの秘密アプリ
- ダークナイト（ジョーカーの仲間のバスの運転手）
- TIME/タイム（コンスタンティン〈イーサン・ペック〉）
- デイ・ウォッチ
- デビル・ハザード（フルトン〈ヘンリー・ロリンズ〉[44]）
- ドクター・ストレンジ（男性理学療法士[45]）
- NUMB［ナム］ 極限の争奪戦（リー〈アレクス・ポーノヴィッチ〉）
- NO ONE LIVES ノー・ワン・リヴズ（ノーサン）
- バイオハザードV リトリビューション（バリー・バートン〈ケヴィン・デュランド〉） - 劇場公開版
- パイレーツ・オブ・カリビアン/生命の泉（城の衛兵2）
- バック・トゥ・ザ・フューチャー PART3（ヒューバート町長〈ヒュー・ギリン〉） - BSジャパン版
- バッド・マイロ!（ダンカン〈ケン・マリーノ〉）
- ハングマン（ウィル・ルイニー〈カール・アーバン〉）
- 犯罪都市 PUNISHMENT（クォン社長〈ヒョン・ボンシク〉[46]）
- ビッグママ・ハウス3（カーティス・クール）
- フッテージ デス・スパイラル（クリント・コリンズ〈リー・ココ〉）
- ブラザーズ・ブルーム
- ベルリンファイル（外交官調査官）
- 弁護人（パク・ドンホ〈オ・ダルス〉）
- マイネーム・イズ・ハーン（イムラン）
- ミラクル・ニール!（はつらつギャットの声〈エリック・アイドル〉）
- 名探偵ティミー（ミスター・ジェンキンス〈クレイグ・ロビンソン〉）
- 妖精ファイター（カイル〈ジョシュ・エマーソン〉）

#### ドラマ
- カシミアマフィア
- 恐竜SFドラマ プライミーバル 第3章
- クリミナル・マインド FBI行動分析課（マテオ・クルーズ〈イーサイ・モラレス〉）
- グレイズ・アナトミー6（ロイ）
- コバート・アフェア CIA諜報員アニー
- CSI：マイアミ8
- TOUCH/タッチ（ピーナッツ売り）
- NIKITA / ニキータ
- プライベート・プラクティス4（ジャスティン）
- ミディアム5 霊能者アリソン・デュボア（ジェレミー）

#### テレビ番組
- UFC登竜門 ジ・アルティメットファイター（ジェフ・ローソン）

#### アニメ
- カード・バトルZERO（デンミード）
- きかんしゃトーマス（駅長〈各駅全て〉、ディーブ、ジェフ、市長、バブルスさん、スティーブン、ノーマン 〈初代〉、グリン、ブラッドフォード、ダンカン〈代役〉、テディ・ボストン、ヴィニー、飼育員のジャック 他） - テレビ東京・NHK版
  - きかんしゃトーマス ソドー島ツアー ビックリ!!ハプニング編（カーネル）
  - きかんしゃトーマス ミスティアイランド レスキュー大作戦!!
  - きかんしゃトーマス ディーゼル10の逆襲
  - きかんしゃトーマス キング・オブ・ザ・レイルウェイ トーマスと失われた王冠
  - きかんしゃトーマス 勇者とソドー島の怪物
  - きかんしゃトーマス トーマスのはじめて物語
  - きかんしゃトーマス 走れ!世界のなかまたち
- 時光代理人 -LINK CLICK-（陳瀟〈チェン・シャオ〉の父、王〈ワン〉）
- スイチュー! フレンズ（マイロ）
- 天官賜福（番頭）
- トムとジェリー ショー（ケイツ、シド、魔人のジーニー、ルル、フランキー、メスのスパイク、ゾンビ、ミイラ、重役 メズモ 他）
- プレーンズ（審判）
- ミュータント タートルズ（グルニエル）
- ムーミン谷のなかまたち（じゃこうねずみ[47]）
- 勇者ソー 〜アスガルドの伝説〜  - ディズニーXD版

### 特撮
- 特命戦隊ゴーバスターズ（2012年、フォークロイドの声）
- ウルトラファイトビクトリー（2015年、ジュダ・スペクターの声）
- ウルトラマンR/B（2018年、番組ナレーション）
- ウルトラギャラクシーファイト（2020年 - 2022年、ウルトラマンジョーニアスの声[48]、ジュダ・スペクターの声） - 2シリーズ[一覧 26]
- 王様戦隊キングオージャー（2023年、パンピーの声）

### 映画
- オー・マイ・ゼット!（2016年、通り魔 / 警察無線） - 声のみの出演

### テレビ番組
- TBS 日立 世界・ふしぎ発見!（ボイスオーバー）
- テレビ東京 ポケットモンスターの平成史〜火曜から木曜、そして日曜〜（吹き替え）

### その他コンテンツ
- ウルトラマンフェスティバル2019 ライブステージ（ウルトラマンジョーニアスの声）[49]
- スマイルプリキュア! ミュージカルショー（父お化けの声）
- パチスロ『政宗』シリーズ（トシイエ）

### シリーズ一覧
1. ↑  第1期（1999年 - 2000年）、第2期『おジャ魔女どれみ♯』（2000年）、第3期『も〜っと!おジャ魔女どれみ』（2001年）、第4期『おジャ魔女どれみドッカ〜ン！』（2002年）
2. ↑  第2期『2002』（2002年）、第3期『Gレボリューション』（2003年）
3. ↑  【デュエル・マスターズ（2002年版）】

『ゼロ デュエル・マスターズ』（2007年）、『デュエル・マスターズ クロス』（2009年 - 2010年）、『デュエル・マスターズ クロスショック』（2010年 - 2011年）

【デュエル・マスターズ VS】

第3期『VSRF』（2016年 - 2017年）
4. ↑  第1期（2007年）、第2期『あはっ☆』（2008年）
5. ↑  第1期（2008年）、第2期『鉄腕バーディー DECODE:02』（2009年）
6. ↑  第2期『巴里編』（2008年）、第3期『フィナーレ』（2010年）
7. ↑  第1シーズン（2009年）、第2シーズン『爆』（2010年 - 2011年）
8. ↑  第3期『×☆☆☆』（2010年）、第4期『×ハニカム』（2012年）
9. ↑  第1期（2011年 - 2012年）、第2期『eS』（2012年 - 2013年）
10. ↑  第1期（2011年）、第2期『ゆめキラドリーム』（2013年）
11. ↑  第2期（2011年）、第3期（2012年）
12. ↑  【2011年版『カードファイト!! ヴァンガード』シリーズ】

第3期『リンクジョーカー編』（2013年）

【『カードファイト!! ヴァンガードG』シリーズ】

第1期（2015年）
13. ↑  第1期（2014年）、第2期『第九惑星戦役』（2015年）
14. ↑  第1期（2015年）、第2期『II』（2018年）
15. ↑  第1期（2017年）、第2期『2』（2023年）
16. ↑  第1期（2018年）、第2期『SEASON2』（2021年）、第3期『SEASON3』（2024年）
17. ↑  第1シリーズ（2018年）、第2シリーズ（2019年）
18. ↑  1ST SEASON（2019年）、2ND SEASON『MEISEI STORY 〜二度目の夏、空の向こうへ〜』（2023年）
19. ↑  1st season（2019年）、season 3（2024年）
20. ↑  第1シーズン（2020年）、第2シーズン（2021年）
21. ↑  第1期（2022年 - 2023年）、第2期『決闘学園編』（2023年 - 2024年）
22. ↑  第一章（2023年）、第二章（2023年）
23. ↑  第1期（2023年）、第2期（2024年）
24. ↑  『Ⅴ』（2008年）、『Ⅵ』（2009年）
25. ↑  『2016』『サクセススペシャル』『ヒーローズ』（2016年）、『チャンピオンシップ2017』（2017年）、『2018/チャンピオンシップ2018』（2018年）、『2020』（2020年）、『2022』[30]（2022年）
26. ↑  第2作『大いなる陰謀』（2020年）、第3作『運命の衝突』（2021年 - 2022年）

### 初出話一覧
1. 1 2  第779話初出
2. ↑  第666話初出
3. ↑  第780話初出
4. ↑  第10話初出
5. 1 2  第3話初出
6. ↑  第14話初出
7. 1 2 3 4 5  第2話初出
8. ↑  第5話初出
9. ↑  第21話初出